# Boulton & Paul P.71A
Die Boulton & Paul P.71A war ein zweimotoriges, als Doppeldecker ausgelegtes Post- und Verkehrsflugzeug des britischen Herstellers Boulton & Paul Ltd aus den 1930er-Jahren. Es wurden nur zwei Exemplare gebaut.

## Geschichte

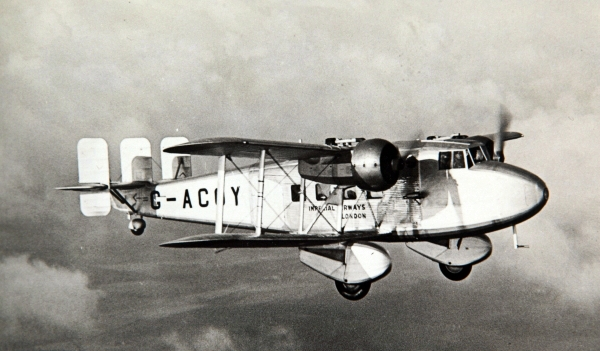
Eine Boulton Paul P.71A im Flug

Boulton & Paul entwickelte die P.71A im Auftrag der Imperial Airways. Das in Ganzmetallbauart konstruierte Flugzeug entstand auf der Basis der P.64 Mailplane, war aber leichter gebaut und besaß einen schlankeren und längeren Rumpf. Dieser bestand aus Stahl und Duraluminium und war mit Stoff bespannt. Als Antrieb dienten zwei Armstrong-Siddeley-Jaguar-IVA-Motoren. Das starre Spornradfahrgestell erhielt eine stromlinienförmige Verkleidung. Das geschlossene Cockpit bot Platz für einen Piloten sowie einen Funknavigator auf zwei nebeneinander angeordneten Sitzen.
Der Erstflug fand am 19. September 1934 statt, im Februar 1935 erfolgte die Auslieferung an Imperial Airways. Die ursprünglich für den Luftpostdienst bestellten Maschinen wurden als VIP-Transporter eingerichtet und mit sieben entfernbaren Sitzen ausgestattet. In der Passagierversion konnten bis zu dreizehn Fluggäste befördert werden.
Das erste Flugzeug mit dem Kennzeichen G-ACOX und dem Namen „Boadicea“ stürzte am 25. September 1936 über dem Ärmelkanal ab. Beide Besatzungsmitglieder des mit Luftpost von London nach Paris unterwegs befindlichen Flugzeugs kamen ums Leben. Die zweite Maschine, G-ACOY „Britomart“, ging am 25. Oktober 1935 bei einem Unfall in Brüssel verloren.

## Technische Daten
| Kenngröße             | Daten                                                                                   |
| --------------------- | --------------------------------------------------------------------------------------- |
| Besatzung             | 2                                                                                       |
| Passagiere            | 7–13                                                                                    |
| Länge                 | 13,46 m                                                                                 |
| Spannweite            | 16,46 m                                                                                 |
| Höhe                  | 4,62 m                                                                                  |
| Flügelfläche          | 66,75 m²                                                                                |
| Leermasse             | 2770 kg                                                                                 |
| Startmasse            | 4310 kg                                                                                 |
| Höchstgeschwindigkeit | 314 km/h                                                                                |
| Reichweite            | 970 km                                                                                  |
| Triebwerke            | 2 × 14-Zylinder-Doppelsternmotoren Armstrong Siddeley Jaguar VIA mit je 365 kW (496 PS) |